# Cemitério de West Norwood
O Cemitério de West Norwood (em inglês:  West Norwood Cemetery) é um cemitério em West Norwood, Londres, Inglaterra, com área de 40 acres (16 hectares). Foi também conhecido como o Cemitério Metropolitano Sul (South Metropolitan Cemetery). Um dos primeiros cemitérios privados paisagísticos de Londres, é um dos Sete Magníficos cemitérios de Londres, local de grande significação histórica, arquitetural e ecológica.
Suas edificações são uma mistura de monumentos sepulcrais históricos e moderno cemitério parque, tendo também catacumbas, cremação e columbário. O crematório ainda está em operação, havendo ainda disponível locais para depositar as cinzas, mas todas as outras formas de sepultamento estão alocadas, sendo portanto fechado para novos sepultamentos, dependendo ainda da atual legislação sobre o assunto.

## Localização
O portão principal está localizado na Norwood Road, próximo à junção com a Robson Road, onde a Norwood Road bifurca na Norwood High Street e Knights' Hill. Está na borough de Lambeth. As autoridades locais são os atuais proprietários.